# Bestätigung des Vizepräsidenten der Vereinigten Staaten 1973
Die Bestätigung des Vizepräsidenten der Vereinigten Staaten 1973 fand vom 27. November bis 6. Dezember 1973 im Kongress der Vereinigten Staaten statt. Gerald Ford wurde mit großer Mehrheit bestätigt und wurde Vizepräsident. Dieses Amt hatte er allerdings weniger als ein Jahr inne, bis er nach dem Rücktritt von Richard Nixon zum Präsidenten aufstieg.

## Vorgeschichte

### Rechtliches
Die Verfassung der Vereinigten Staaten schreibt vor, dass der Vizepräsident dem Präsidenten bei Tod, Krankheit oder Rücktritt nachfolgt. Allerdings erlaubte die Verfassung lange Zeit nicht, eine Vakanz der Vizepräsidentschaft zu füllen. Dies änderte sich 1967 mit dem 25. Zusatzartikel zur Verfassung der Vereinigten Staaten. Dieser erlaubt es dem Präsidenten, dem Kongress einen Nachfolger vorzuschlagen, dem dieser zustimmen muss.

### Erste Nutzung
Am 10. Oktober 1973 musste Vizepräsident Spiro Agnew (ein Republikaner) nach einer Kontroverse über seine persönlichen Steuern zurücktreten. Gemäß den Bestimmungen des 25. Zusatzartikels wird ein Vizepräsidentenamt besetzt, wenn der Präsident einen Kandidaten nominiert, der von beiden Kammern des Kongresses bestätigt wird. Präsident Richard Nixon (ebenfalls ein Republikaner) hatte also die Aufgabe, einen Vizepräsidenten auszuwählen, der die Mehrheit der beiden Häuser des Kongresses erhalten konnte, die damals von den Demokraten kontrolliert wurden.
Präsident Nixon erwog, den ehemaligen Gouverneur von Texas, John Connally, den Gouverneur von New York, Nelson Rockefeller, und den Gouverneur von Kalifornien, Ronald Reagan, auszuwählen. Nixon entschied sich jedoch am 13. Oktober für Gerald Ford, den Minorityleader im Repräsentantenhaus der Vereinigten Staaten aus Michigan, einen gemäßigten Republikaner, der bei den Mitgliedern des Kongresses (in beiden Parteien) beliebt und mit Nixon gut befreundet war.

## Bestätigung im Kongress
- Dem-Nein: 3
- Dem-Ja: 51
- Unabh-Ja: 1
- Con-Ja: 1
- Rep-Ja: 39

- Dem-Nein: 35
- Dem-Ja: 199
- Rep-Ja: 188

Mit 92 zu 3 Stimmen bestätigte der Senat am 27. November 1973 die Nominierung von Gerald Ford. Die drei Senatoren, die mit Nein stimmten, waren die Senatoren William Hathaway aus Maine, Thomas Eagleton aus Missouri und Gaylord Nelson aus Wisconsin. In der folgenden Woche, am 6. Dezember, gab das Repräsentantenhaus der Vereinigten Staaten seine Zustimmung, mit 387 zu 35 Stimmen.
| Bestätigung des Vizepräsidenten im Senat | Partei         | Partei           | Partei            | Partei         | Gesamt      |
| ---------------------------------------- | -------------- | ---------------- | ----------------- | -------------- | ----------- |
| Bestätigung des Vizepräsidenten im Senat |                |                  |                   |                | Gesamt      |
| Bestätigung des Vizepräsidenten im Senat | Demokraten (D) | Republikaner (R) | Konservativer (K) | Unabhängig (U) | Gesamt      |
| Ja                                       | 51             | 39               | 1                 | 1              | 92 (96,8 %) |
| Nein                                     | 3              | 0                | 0                 | 0              | 3 (3,2 %)   |
| Ergebnis: Gewählt                        |                |                  |                   |                |             |

| Bestätigung des Vizepräsidenten im Repräsentantenhaus | Partei         | Partei           | Gesamt       |
| ----------------------------------------------------- | -------------- | ---------------- | ------------ |
| Bestätigung des Vizepräsidenten im Repräsentantenhaus |                |                  | Gesamt       |
| Bestätigung des Vizepräsidenten im Repräsentantenhaus | Demokraten (D) | Republikaner (R) | Gesamt       |
| Ja                                                    | 199            | 188              | 387 (91,7 %) |
| Nein                                                  | 35             | 0                | 35 (8,3 %)   |
| Ergebnis: Gewählt                                     |                |                  |              |